# Köztársaság (album)
A Köztársaság a Republic stúdióalbuma 2010-ből.
Az Aranyalbum 2. 2000–2010 válogatás után erre az albumra is felkerült a Magyarország története ismeretterjesztő sorozat zenéje, az Emberlelkű földeken.

## Dalok
1. Ezer tél (instrumentális) (Republic)
2. Egy kicsit, még velem (Cipő)
3. Szemében a csillagok (Tóth Zoltán–Bódi László)
4. Ez most a válasz (Bódi László)
5. Levelem!!! (Bódi László)
6. Nekem a tíz tiszta víz (Boros Csaba–Bódi László)
7. Te edd meg a lekvárt !! (Boros Csaba–Bódi László)
8. Emberlelkű földeken (Tóth Zoltán)
9. Száz arany kesztyű (Patai Tamás–Bódi László)
10. Szép arcú jövő (Tóth Zoltán)
11. Hová fut és hová szalad (Bódi László)
12. Képlet (Boros Csaba)
13. Hol a gyufám? (Patai Tamás–Bódi László)
14. Minden árnyék (Tóth Zoltán)

## Közreműködtek
- Tóth Zoltán – elektromos gitár, Roland A90 Master keyboard, ének, vokál, egyebek
- Patai Tamás – Fender Stratocaster, Telecaster, Music Man Silhouette és akusztikus gitárok, vokál
- Nagy László Attila – Gretch dobok, Roland TD20 KX, ütőhangszerek
- Boros Csaba – Fender Jazz basszusgitár, akusztikus gitár, ének, vokál, egyebek
- „Cipő” – ének, zongora
- Szabó András – hegedű
- Halász Gábor – Takamine EF261San, Aria Sandpiper akusztikus gitárok
- „Brúnó” Mátthé László – csörgő, kolomp
- Boros Bálint, Dombóváry József – vokál

## Videóklip
- Emberlelkű földeken

## Toplistás szereplése
Az album a Mahasz Top 40-es eladási listáján 14 hétig szerepelt, legjobb helyezése 5. volt. A 2010-es éves összesített listán az eladott példányszámok alapján a 71., a chartpozíciók alapján a 70. helyen végzett.
A Szemében a csillagok a rádiós Top 40-es játszási listán hat héten át szerepelt, legjobb helyezése 17. volt.